# Liste des distinctions de Céline Dion
Pour un article plus général, voir Céline Dion.
 (mars 2011).
Si vous disposez d'ouvrages ou d'articles de référence ou si vous connaissez des sites web de qualité traitant du thème abordé ici, merci de compléter l'article en donnant les références utiles à sa vérifiabilité et en les liant à la section « Notes et références ».
La liste des distinctions de Céline Dion recense de manière exhaustive les récompenses et nominations que la chanteuse canadienne a reçues durant sa carrière. 
Notamment, deux chansons interprétées par la chanteuse ont reçu l'Oscar de la meilleure chanson originale ainsi que le Golden Globe de la meilleure chanson originale. Les auteurs-compositeurs de celles-ci ont alors également reçu ces prix. En 2007, elle a remporté un World Music Award pour récompenser l'ensemble de sa carrière internationale ainsi que sa « contribution exceptionnelle à l'industrie musicale ».

## Contribution humanitaire

### ELLA Awards (États-Unis)
| Année | Travail nommé                                                                | Catégorie   | Résultat |
| ----- | ---------------------------------------------------------------------------- | ----------- | -------- |
| 2004  | Pour sa contribution à la musique et le soutien humanitaire et communautaire | ELLA Awards | Lauréat  |

## Mode

### FiFi Awards(États-Unis)
| Année | Travail nommé                                       | Catégorie   | Résultat |
| ----- | --------------------------------------------------- | ----------- | -------- |
| 2004  | Meilleur parfum pour femmes — Grande distribution   | FiFi Awards | Lauréat  |
| 2006  | Best Packaging of the Year – Women’s Popular Appeal | FiFi Awards | Lauréat  |

## Film et télévision

### Academy Awards(États-Unis)
| Année | Travail nommé                                                       | Catégorie        | Résultat   |
| ----- | ------------------------------------------------------------------- | ---------------- | ---------- |
| 1992  | Meilleure pièce originale tirée d’un film pour Beauty and the Beast | Oscars du cinéma | Lauréat    |
| 1996  | Meilleure pièce originale tirée d’un film pour Because You Loved Me | Oscars du cinéma | Nomination |
| 1998  | Meilleure pièce originale tirée d’un film pour My Heart Will Go On  | Oscars du cinéma | Lauréat    |
| 1999  | Meilleure pièce originale tirée d'un film pour The Prayer           | Oscars du cinéma | Nomination |

### Golden Globe Awards(États-Unis)
| Année | Travail nommé                                      | Catégorie           | Résultat   |
| ----- | -------------------------------------------------- | ------------------- | ---------- |
| 1992  | Meilleure chanson originale – Beauty and the Beast | Golden Globe Awards | Lauréat    |
| 1997  | Meilleure chanson originale – Because You Loved Me | Golden Globe Awards | Nomination |
| 1998  | Meilleure chanson originale – My Heart Will Go On  | Golden Globe Awards | Lauréat    |
| 1999  | Meilleure chanson originale – The Prayer           | Golden Globe Awards | Lauréat    |

### MTV Video Music Award(États-Unis)
| Année | Travail nommé                                                                           | Catégorie             | Résultat   |
| ----- | --------------------------------------------------------------------------------------- | --------------------- | ---------- |
| 1994  | Best Movie Song (For the song: "When I Fall In Love") for Sleepless in Seattle (1993) . | MTV Video Music Award | Nomination |
| 1998  | la meilleure vidéo d'un film et Viewer 's Choice ("My Heart Will Go On").               | MTV Video Music Award | Nomination |
| 1998  | Best Video from a Film for "My Heart Will Go On" .                                      | MTV Video Music Award | Nomination |

### Emmy Award(États-Unis)
| Année | Travail nommé                        | Catégorie  | Résultat   |
| ----- | ------------------------------------ | ---------- | ---------- |
| 2003  | ‘Céline in Las Vegas                 | Emmy Award | Nomination |
| 2003  | The Concert for World Children’s Day | Emmy Award | Nomination |

### KARV, l'anti.gala(Québec)
| Année | Travail nommé | Catégorie         | Résultat   |
| ----- | --- | ----------------- | ---------- |
| 2008  | La personnalité québécoise qui a le look le plus cool                                                                                       | KARV, l'anti.gala | Nomination |
| 2008  | L’artiste québécoise que vous voudriez comme mère                                                                                           | KARV, l'anti.gala | Nomination |
| 2008  | Le groupe ou chanteur/chanteuse du Québec avec lequel vous partiriez en tournée                                                             | KARV, l'anti.gala | Nomination |
| 2008  | Fini les guerres, la famine, la pollution: La personnalité québécoise à qui vous donneriez le pouvoir de régler les problèmes dans le monde | KARV, l'anti.gala | Nomination |
| 2010  | Personnalité de l'année | KARV, l'anti.gala | Nomination |

### British Academy Film Award( britannique)
| Année | Travail nommé                                                                          | Catégorie                  | Résultat   |
| ----- | -------------------------------------------------------------------------------------- | -------------------------- | ---------- |
| 1993  | meilleure musique de film La Belle et la Bête écrit par (Alan Menken et Howard Ashman) | British Academy Film Award | Nomination |
| 1998  | meilleure musique de film Titanic Écrit par (James Horner)                             | British Academy Film Award | Nomination |

### Prix MetroStar(Québec)
| Année | Travail nommé            | Catégorie      | Résultat   |
| ----- | ------------------------ | -------------- | ---------- |
| 1987  | Chanteuse l'année        | Prix MetroStar | Nomination |
| 1987  | LA MetroStar 87          | Prix MetroStar | Nomination |
| 1988  | Chanteuse l'année        | Prix MetroStar | Nomination |
| 1988  | LA MetroStar 88          | Prix MetroStar | Nomination |
| 1988  | Jeune artiste de l'année | Prix MetroStar | Lauréat    |

## Musique

### Grammy Award(États-Unis)
| Année | Travail nommé                                                                                        | Catégorie    | Résultat   |
| ----- | --- | ------------ | ---------- |
| 1993  | Record de l'année Beauty and the Beast                                                               | Grammy Award | Nomination |
| 1993  | Chanson de l'année Beauty and the Beast                                                              | Grammy Award | Nomination |
| 1993  | Meilleure performance vocale pop féminine pour Céline Dion                                           | Grammy Award | Nomination |
| 1993  | Album de l'année pour Céline Dion                                                                    | Grammy Award | Nomination |
| 1993  | Meilleure performance d’un duo dans la catégorie pop avec Peabo Bryson, Beauty and the Beast         | Grammy Award | Lauréat    |
| 1994  | Meilleure performance pop par un duo ou un groupe avec chant. Avec Clive Griffin When I Fall In Love | Grammy Award | Nomination |
| 1995  | Meilleure performance vocale pop féminine The Power of Love                                          | Grammy Award | Nomination |
| 1997  | Record de l'année Because You Loved Me                                                               | Grammy Award | Nomination |
| 1997  | Album de l'année pour Falling into You                                                               | Grammy Award | Lauréat    |
| 1997  | meilleur album pop pour Falling into You                                                             | Grammy Award | Lauréat    |
| 1997  | Meilleure performance vocale pop, Femme Because You Loved Me                                         | Grammy Award | Nomination |
| 1997  | Chanson de l'année Because You Loved Me                                                              | Grammy Award | Nomination |
| 1998  | Meilleure Collaboration Pop avec chant Tell Him Avec Barbra Streisand                                | Grammy Award | Nomination |
| 1998  | Enregistrement de l'année My Heart Will Go On                                                        | Grammy Award | Lauréat    |
| 1997  | Record de l'année My Heart Will Go On                                                                | Grammy Award | Lauréat    |
| 1999  | Chanson de l'année pour My Heart Will Go On                                                          | Grammy Award | Lauréat    |
| 1999  | Meilleur album pop pour Let's Talk About Love                                                        | Grammy Award | Nomination |
| 1999  | Meilleure Collaboration Pop avec Chant I'm Your Angel avec R. Kelly                                  | Grammy Award | Nomination |
| 1999  | Meilleure performance vocale pop féminine My Heart Will Go On                                        | Grammy Award | Lauréat    |
| 2000  | Meilleure Collaboration Pop avec Chant The Prayer avec Andrea Bocelli                                | Grammy Award | Nomination |
| 2001  | Meilleure Collaboration Pop avec Chant All the Way avec Frank Sinatra                                | Grammy Award | Nomination |

### People's Choice Award(États-Unis)
| Année | Travail nommé                     | Catégorie             | Résultat   |
| ----- | --------------------------------- | --------------------- | ---------- |
| 1999  | Favorite Female Musical Performer | People's Choice Award | Lauréat    |
| 2000  | Favorite Female Musical Performer | People's Choice Award | Nomination |
| 2003  | Favorite Female Musical Performer | People's Choice Award | Nomination |

### Bambi(Allemand )
| Année | Travail nommé                                                             | Catégorie | Résultat |
| ----- | ------------------------------------------------------------------------- | --------- | -------- |
| 1996  | Best Pop International Artist - Allemagne                                 | Bambi     | Lauréat  |
| 1999  | Pour la vente de plus de 10 millions de CD en Allemagne, Autriche, Suisse | Bambi     | Lauréat  |
| 2012  | Entertainment’ pour sa magnifique et longue carrière - Düsseldorf         | Bambi     | Lauréat  |

### Billboard Music Awards(États-Unis)
| Année | Travail nommé                                          | Catégorie              | Résultat |
| ----- | ------------------------------------------------------ | ---------------------- | -------- |
| 1993  | Billboard International Creative Achievement Award     | Billboard Music Awards | Lauréat  |
| 1998  | Album of the Year pour Let's Talk About Love           | Billboard Music Awards | Lauréat  |
| 1998  | Female Album of the Year pour Let's Talk About Love    | Billboard Music Awards | Lauréat  |
| 1998  | Soundtrack Album of the Year pour Titanic              | Billboard Music Awards | Lauréat  |
| 1998  | Soundtrack Single of the Year pour My Heart Will Go On | Billboard Music Awards | Lauréat  |
| 1998  | Album Artist of the Year                               | Billboard Music Awards | Lauréat  |
| 1998  | Adult Contemporary Artist of the Year                  | Billboard Music Awards | Lauréat  |
| 2000  | Soundtrack Album of the Year pour Titanic              | Billboard Music Awards | Lauréat  |
| 2000  | Soundtrack Single of the Year My Heart Will Go On      | Billboard Music Awards | Lauréat  |
| 2002  | Artist of the Year                                     | Billboard Music Awards | Lauréat  |
| 2016  | Billboard Icon Award,                                  | Billboard Music Awards | Lauréat  |

### World Music Award(internationaux)
| Année | Travail nommé                                                            | Catégorie                       | Résultat   |
| ----- | ------------------------------------------------------------------------ | ------------------------------- | ---------- |
| 1992  | Interprète féminine canadienne ayant vendu le plus d’albums              | World Music Award               | Lauréat    |
| 1995  | World's Best Selling Canadian Female Recording Artist of the Year        | World Music Award               | Lauréat    |
| 1996  | World's Best Selling Canadian Recording Artist of the Year               | World Music Award               | Lauréat    |
| 1997  | Best Selling Canadian Recording Artist of the Year                       | World Music Award               | Lauréat    |
| 1997  | Overall Best Selling Recording Artist of the Year                        | World Music Award               | Lauréat    |
| 1997  | Best Selling Pop Artist of the Year                                      | World Music Award               | Lauréat    |
| 1998  | Best Selling Canadian Recording Artist of the Year                       | World Music Award               | Lauréat    |
| 1999  | Best Selling Pop Female Artist                                           | World Music Award               | Lauréat    |
| 1998  | World's Best Selling Pop Artist Female                                   | World Music Award               | Lauréat    |
| 2000  | World's Best-Selling female Pop Artist                                   | World Music Award               | Lauréat    |
| 2004  | Prix pour avoir vendu plus de 100 millions d'albums dans le monde        | World Music Award Diamond Award | Lauréat    |
| 2007  | Prix pour sa contribution exceptionnelle à l'industrie musicale mondiale | World Music Award Legend Award  | Lauréat    |
| 2008  | Best Selling Canadian Artist                                             | World Music Award               | Lauréat    |
| 2010  | Best Selling Canadian Artist                                             | World Music Award               | Lauréat    |
| 2013  | Meilleur album Sans attendre                                             | World Music Award               | Nomination |
| 2013  | World best live Act                                                      | World Music Award               | Nomination |
| 2013  | meilleure artiste féminine                                               | World Music Award               | Nomination |
| 2013  | meilleure artiste de l’année                                             | World Music Award               | Nomination |

### American Music Awards(États-Unis)
| Année | Travail nommé                                 | Catégorie             | Résultat   |
| ----- | --------------------------------------------- | --------------------- | ---------- |
| 1995  | Favorite Pop/Rock Single The Power of Love .  | American Music Awards | Nomination |
| 1997  | Favorite Singer pop. rock                     | American Music Awards | Lauréat    |
| 1997  | Favorite Female Artist Rock/Pop               | American Music Awards | Nomination |
| 1997  | Favorite Adult Contemporary                   | American Music Awards | Nomination |
| 1998  | Meilleure artiste féminine Pop/Rock           | American Music Awards | Lauréat    |
| 1998  | Favorite Artist, Adult Contemporary           | American Music Awards | Nomination |
| 1999  | Favorite Female Artist, Pop/Rock              | American Music Awards | Lauréat    |
| 1999  | Favorite Pop/Rock Album                       | American Music Awards | Nomination |
| 1999  | Favorite Artist, Adult Contemporary           | American Music Awards | Lauréat    |
| 1999  | Favorite Soundtrack, Titanic                  | American Music Awards | Lauréat    |
| 2000  | Favorite Female Artist                        | American Music Awards | Nomination |
| 2001  | Favorite Artist - Adult Contemporary          | American Music Awards | Lauréat    |
| 2001  | Favorite Pop/Rock Female Artist               | American Music Awards | Nomination |
| 2003  | Favorite Artist - Adult Contemporary Janvier  | American Music Awards | Lauréat    |
| 2003  | Favorite Pop/Rock Female Artist Janvier       | American Music Awards | Nomination |
| 2003  | Favorite Artist - Adult Contemporary Novembre | American Music Awards | Lauréat    |
| 2003  | Favorite Pop/Rock Female Artist Novembre      | American Music Awards | Nomination |

### Brit Awards(Royaume-Uni)
| Année | Travail nommé                  | Catégorie   | Résultat   |
| ----- | ------------------------------ | ----------- | ---------- |
| 1996  | Meilleur artiste International | Brit Awards | Nomination |
| 1997  | Meilleur artiste International | Brit Awards | Lauréat    |
| 1998  | Meilleur artiste International | Brit Awards | Nomination |

### Arion Music Awards (Greece)
| Année | Travail nommé                                            | Catégorie          | Résultat |
| ----- | -------------------------------------------------------- | ------------------ | -------- |
| 2003  | Best Sales, International Album for "A New Day Has Come" | Arion Music Awards | Lauréat  |

### Latin Billboard AwardsAmérique (latine)
| Année | Travail nommé | Catégorie              | Résultat |
| ----- | --- | ---------------------- | -------- |
| 2002  | prix spécial pour la première chanson en anglais à atteindre le sommet du palmarès Hot Latin Tracks de Billboard pour My Heart Will Go On | Latin Billboard Awards | Lauréat  |

### Billboard Touring Awards(États-Unis)
| Année | Travail nommé   | Catégorie                | Résultat   |
| ----- | --------------- | ------------------------ | ---------- |
| 2005  | Top Small Venue | Billboard Touring Awards | Lauréat    |
| 2006  | TOP BOXSCORE    | Billboard Touring Awards | Nomination |
| 2007  | Top Small Venue | Billboard Touring Awards | Lauréat    |
| 2008  | TOP BOXSCORE    | Billboard Touring Awards | Nomination |

### VH1(États-Unis)
| Année | Travail nommé      | Catégorie | Résultat |
| ----- | ------------------ | --------- | -------- |
| 1996  | Artist of the Year | VH1       | Lauréat  |

### Ivor Novello Awards(britanniques)
| Année | Travail nommé                        | Catégorie           | Résultat |
| ----- | ------------------------------------ | ------------------- | -------- |
| 1995  | Chansons de l’année pour Think Twice | Ivor Novello Awards | Lauréat  |

### Radio France internationale(France)
| Année | Travail nommé                                                  | Catégorie                   | Résultat |
| ----- | -------------------------------------------------------------- | --------------------------- | -------- |
| 1996  | Chanson de l'année – Pour que tu m'aimes encore                | Radio France internationale | Lauréat  |
| 1996  | Conseil francophone de la chanson – Pour que tu m'aimes encore | Radio France internationale | Lauréat  |

### MuchMusic Video Awards(Canada)
| Année | Travail nommé                                                             | Catégorie              | Résultat   |
| ----- | ------------------------------------------------------------------------- | ---------------------- | ---------- |
| 1989  | Best MOR Video pour Can't Live With You, Can't Live Without You           | MuchMusic Video Awards | Lauréat    |
| 1992  | Dans la catégorie adulte contemporain pour la vidéo Je danse dans ma tête | MuchMusic Video Awards | Lauréat    |
| 1998  | Favorite Canadian Artis                                                   | MuchMusic Video Awards | Lauréat    |
| 2000  | Best Music ("That's The Way It Is")                                       | MuchMusic Video Awards | Nomination |
| 2005  | People's Choice Favorite Canadian Artist You And I"                       | MuchMusic Video Awards | Nomination |

### NRJ Music Award(France)
| Année | Travail nommé                                                                   | Catégorie       | Résultat   |
| ----- | ------------------------------------------------------------------------------- | --------------- | ---------- |
| 2000  | Artiste féminine francophone                                                    | NRJ Music Award | Nomination |
| 2002  | Groupe/Duo/Troupe francophone pour le duo de la chanson Sous le vent avec Garou | NRJ Music Award | Lauréat    |
| 2008  | NRJ Music Award d'honneur                                                       | NRJ Music Award | Lauréat    |
| 2016  | Artiste féminine francophone                                                    | NRJ Music Award | Nomination |

### Victoire de la musique(France)
| Année | Travail nommé                                             | Catégorie              | Résultat   |
| ----- | --------------------------------------------------------- | ---------------------- | ---------- |
| 1996  | Artiste-interprète francophone de l'année                 | Victoire de la musique | Lauréat    |
| 1996  | Chanson de l'année pour Pour que tu m'aimes encore        | Victoire de la musique | Lauréat    |
| 1999  | Album Rock / Pop S'il suffisait d'aimer                   | Victoire de la musique | Nomination |
| 1999  | Artiste interprète féminine                               | Victoire de la musique | Nomination |
| 2002  | chanson originale de l'année pour Sous le vent avec Garou | Victoire de la musique | Lauréat    |
| 2013  | meilleure artiste interprète féminine                     | Victoire de la musique | Nomination |

### Edison Awards (Germany)
| Année | Travail nommé                   | Catégorie     | Résultat |
| ----- | ------------------------------- | ------------- | -------- |
| 1998  | La meilleure chanteuse Tell Him | Edison Awards | Lauréat  |
| 1998  | Single Of The Year ("Tell Him") | Edison Awards | Lauréat  |

### Amigo Awards (Spain)
| Année | Travail nommé                    | Catégorie    | Résultat |
| ----- | -------------------------------- | ------------ | -------- |
| 1997  | Best International Female Artist | Amigo Awards | Lauréat  |
| 1998  | Best International Female Artist | Amigo Awards | Lauréat  |

### IRMA(Irlande)
| Année | Travail nommé                                                  | Catégorie | Résultat |
| ----- | -------------------------------------------------------------- | --------- | -------- |
| 1996  | Best International Female Artist Album – The Colour of My Love | IRMA      | Lauréat  |
| 1997  | Best International Female Artist Album – Falling into You      | IRMA      | Lauréat  |

### Prix Juno(Canada)
| Année | Travail nommé                                                                   | Catégorie | Résultat   |
| ----- | ------------------------------------------------------------------------------- | --------- | ---------- |
| 1990  | Female Vocalist of the Year                                                     | Prix Juno | Lauréat    |
| 1991  | Female Vocalist of the Year                                                     | Prix Juno | Lauréat    |
| 1991  | Album of the Year pour Unison                                                   | Prix Juno | Lauréat    |
| 1992  | Female Vocalist of the Year                                                     | Prix Juno | Lauréat    |
| 1993  | Female Vocalist of the Year                                                     | Prix Juno | Lauréat    |
| 1993  | Album of the Year for "Celine Dion"                                             | Prix Juno | Nomination |
| 1993  | Meilleur vendeur Francophone pour Dion chante Plamondon                         | Prix Juno | Lauréat    |
| 1993  | Chanson de l’année pour Beauty And the Beast                                    | Prix Juno | Lauréat    |
| 1993  | Single of the Year for "If You Asked Me To"                                     | Prix Juno | Nomination |
| 1993  | Meilleur enregistrement dance pour Love Can Move Mountains                      | Prix Juno | Lauréat    |
| 1993  | Canadian Entertainer of the Year                                                | Prix Juno | Nomination |
| 1994  | Female Vocalist of the Year                                                     | Prix Juno | Lauréat    |
| 1994  | Single of the Year for "Love Can Move Mountains"                                | Prix Juno | Nomination |
| 1994  | Canadian Entertainer of the Year                                                | Prix Juno | Nomination |
| 1995  | Album de l’année pour The Colour of My Love                                     | Prix Juno | Lauréat    |
| 1995  | Single of the Year for "Power Of Love"                                          | Prix Juno | Nomination |
| 1995  | Entertainer of the Year                                                         | Prix Juno | Nomination |
| 1995  | Prix Juno, Meilleur vendeur pour The Colour of My Love                          | Prix Juno | Lauréat    |
| 1996  | Meilleur vendeur francophone album pour D'eux                                   | Prix Juno | Lauréat    |
| 1996  | Female Vocalist of the Year                                                     | Prix Juno | Nomination |
| 1996  | Best Selling Album (Foreign or Domestic) for "D'eux"                            | Prix Juno | Nomination |
| 1996  | Album of the Year for "D'eux"                                                   | Prix Juno | Nomination |
| 1997  | Single of the Year for "Because You Loved Me"                                   | Prix Juno | Nomination |
| 1997  | International Achievement Award                                                 | Prix Juno | Lauréat    |
| 1997  | Meilleur vendeur Album pour Falling into You                                    | Prix Juno | Lauréat    |
| 1997  | Meilleur vendeur Francophone Album pour Live à Paris                            | Prix Juno | Lauréat    |
| 1997  | interprète féminine de l’année                                                  | Prix Juno | Lauréat    |
| 1997  | Single of the Year for "Because You Loved Me"                                   | Prix Juno | Nomination |
| 1999  | Best Female Vocalist                                                            | Prix Juno | Lauréat    |
| 1999  | Best Selling Album (Foreing of Domestic) pour Let's Talk About Love             | Prix Juno | Lauréat    |
| 1999  | Best Selling Francophone Album pour S'il suffisait d'aimer                      | Prix Juno | Lauréat    |
| 1999  | Best Album pour Let's Talk About Love                                           | Prix Juno | Lauréat    |
| 1999  | "My Heart Will Go On"                                                           | Prix Juno | Nomination |
| 1999  | International Achievement Award                                                 | Prix Juno | Lauréat    |
| 2000  | Best Album for "These Are Special Times"                                        | Prix Juno | Nomination |
| 2000  | Best Female Artist                                                              | Prix Juno | Nomination |
| 2000  | Best Selling Album (Foreign or Domestic) for "These Are Special Times"          | Prix Juno | Nomination |
| 2003  | Best Album and Best-Selling Album (foreign or domestic)                         | Prix Juno | Nomination |
| 2003  | Best Female Artist                                                              | Prix Juno | Nomination |
| 2003  | Album of the Year for "A New Day Has Come"                                      | Prix Juno | Nomination |
| 2003  | Single of the Year for "A New Day Has Come"                                     | Prix Juno | Nomination |
| 2003  | Juno Fan Choice Award                                                           | Prix Juno | Nomination |
| 2003  | Artist of the Year                                                              | Prix Juno | Nomination |
| 2004  | Album of the Year for "One Heart"                                               | Prix Juno | Nomination |
| 2004  | Artist of the Year                                                              | Prix Juno | Nomination |
| 2004  | Francophone Album of the Year for "1 Fille: 4 Types"                            | Prix Juno | Nomination |
| 2004  | Juno Fan Choice Award                                                           | Prix Juno | Nomination |
| 2005  | Album of the Year for "Miracle"                                                 | Prix Juno | Nomination |
| 2005  | Artist of the Year                                                              | Prix Juno | Nomination |
| 2005  | Pop Album of the Year for "Miracle"                                             | Prix Juno | Nomination |
| 2006  | Juno Fan Choice Award                                                           | Prix Juno | Nomination |
| 2008  | Artist of the Year                                                              | Prix Juno | Nomination |
| 2008  | Album of the Year for "D'Elles"                                                 | Prix Juno | Nomination |
| 2008  | Pop Album of the Year for "Taking Chances"                                      | Prix Juno | Nomination |
| 2008  | Juno Fan Choice Award"                                                          | Prix Juno | Nomination |
| 2008  | Francophone Album of the Year for "D'Elles"                                     | Prix Juno | Nomination |
| 2008  | Album of the Year for "Taking Chances"                                          | Prix Juno | Nomination |
| 2009  | Music DVD of the Year for "Live in Las Vegas - A New                            | Prix Juno | Nomination |
| 2009  | Single of the Year for "Taking Chances"                                         | Prix Juno | Nomination |
| 2009  | Juno Fan Choice Award                                                           | Prix Juno | Nomination |
| 2011  | Music DVD of the Year for "Celine-Tournee Mondiale Taking Chances Le Spectacle" | Prix Juno | Nomination |
| 2013  | Adult Contemporary Album of the Year                                            | Prix Juno | Nomination |
| 2013  | Juno Fan Choice Award                                                           | Prix Juno | Nomination |
| 2013  | Album of the Year                                                               | Prix Juno | Nomination |

### BMI(Britannique)
| Année | Travail nommé                                     | Catégorie | Résultat |
| ----- | ------------------------------------------------- | --------- | -------- |
| 1998  | Song of the Year – It's All Coming Back to Me Now | BMI       | Lauréat  |

### National TV2 Awards (Denmark)
| Année | Travail nommé                    | Catégorie           | Résultat |
| ----- | -------------------------------- | ------------------- | -------- |
| 1997  | Best International Female Artist | National TV2 Awards | Lauréat  |

### Blockbuster Entertainment Awards(États-Unis)
| Année | Travail nommé                                        | Catégorie                        | Résultat   |
| ----- | ---------------------------------------------------- | -------------------------------- | ---------- |
| 2001  | Favorite Female Artist - Pop                         | Blockbuster Entertainment Awards | Nomination |
| 1999  | Favorite Song from a Movie for "My Heart Will Go On" | Blockbuster Entertainment Awards | Lauréat    |

### Malta Music Award (malte)
| Année | Travail nommé      | Catégorie                                | Résultat |
| ----- | ------------------ | ---------------------------------------- | -------- |
| 1996  | Malta Music Awards | Best Selling International Artist        | Lauréat  |
| 1997  | Malta Music Awards | Best Selling Female International Artist | Lauréat  |

### Echo Awards(allemande)
| Année | Travail nommé | Catégorie                                              | Résultat |
| ----- | ------------- | ------------------------------------------------------ | -------- |
| 1999  | Echo Awards   | Most Successful International Female Artist            | Lauréat  |
| 1999  | Echo Awards   | Artiste international féminine ayant le plus de succès | Lauréat  |

### Billet platine (Québec)
| Année | Travail nommé                          | Catégorie      | Résultat |
| ----- | -------------------------------------- | -------------- | -------- |
| 1989  | pour le spectacle Céline Dion - Canada | Billet platine | Lauréat  |
| 1990  | pour le concert Céline Dion            | Billet platine | Lauréat  |

### Gemini Awards(Canada)
| Année | Travail nommé | Catégorie     | Résultat   |
| ----- | --- | ------------- | ---------- |
| 1998  | Meilleure performance dans un programme ou série de variétés pour Céline Dion: The Colour of My Love Concert (1994) (TV) | Gemini Awards | Nomination |
| 1995  | Meilleure direction photographique dans un humour, variétés, arts de la scène ou du programme Série                      | Gemini Awards | Nomination |

### NARM Award (États-Unis)
| Année | Travail nommé                                        | Catégorie              | Résultat |
| ----- | ---------------------------------------------------- | ---------------------- | -------- |
| 1997  | category Recording of the Year for "Falling Into You | NARM Best Seller Award | Lauréat  |
| 1997  | Best Seller Award for Artist of the Year             | NARM Best Seller Award | Lauréat  |
| 1997  | category Pop Recording for "Falling Into You"        | NARM Best Seller Award | Lauréat  |

### National Association of Recording Merchandisers
| Année | Travail nommé                                   | Catégorie                                                         | Résultat |
| ----- | ----------------------------------------------- | ----------------------------------------------------------------- | -------- |
| 1997  | National Association of Recording Merchandisers | Best Seller Award for Artist of the Year                          | Lauréat  |
| 1997  | National Association of Recording Merchandisers | Best Seller Award for Recording of the Year pour Falling Into You | Lauréat  |
| 1997  | National Association of Recording Merchandisers | Best Seller Award for Pop Recording pour Falling Into You         | Lauréat  |

### The Pop Corn Music Award (Greece)
| Année | Travail nommé                                   | Catégorie                | Résultat |
| ----- | ----------------------------------------------- | ------------------------ | -------- |
| 1997  | Meilleur album de l’année pour Falling into You | The Pop Corn Music Award | Lauréat  |
| 1997  | Meilleur interprète féminine de l’année         | The Pop Corn Music Award | Lauréat  |
| 1997  | Album de l'année Falling into You - Grèce       | The Pop Corn Music Award | Lauréat  |
| 1997  | Interprète féminine de l'année - Grèce          | The Pop Corn Music Award | Lauréat  |
| 1998  | Award for Best Female Singer of the Year        | The Pop Corn Music Award | Lauréat  |

### South African Music Award (Afrique du Sud)
| Année | Travail nommé                                               | Catégorie                 | Résultat |
| ----- | ----------------------------------------------------------- | ------------------------- | -------- |
| 1998  | Best Selling International Album pour Falling into You      | South African Music Award | Lauréat  |
| 1999  | Best Selling International Album pour Let's Talk About Love | South African Music Award | Lauréat  |

## Canadian Radio Music Awards
| Année | Travail nommé           | Catégorie                   | Résultat |
| ----- | ----------------------- | --------------------------- | -------- |
| 2005  | CRMA Fan's Choice Award | Canadian Radio Music Awards | Lauréat  |

## Hungarian Record Industry Awards
| Année | Travail nommé                                               | Catégorie                        | Résultat |
| ----- | ----------------------------------------------------------- | -------------------------------- | -------- |
| 1998  | International Album of the Year for "Let’s Talk About Love" | Hungarian Record Industry Awards | Lauréat  |

## Arion Music Award
| Année | Travail nommé                                                   | Catégorie         | Résultat |
| ----- | --------------------------------------------------------------- | ----------------- | -------- |
| 2003  | Meilleures ventes, Album international pour ‘A New Day Has Come | Arion Music Award | Lauréat  |

## Nevada Commission on Tourism
| Année | Travail nommé | Catégorie                    | Résultat |
| ----- | --- | ---------------------------- | -------- |
| 2004  | Femme de l’année pour sa contribution significative au domaine artistique                                                         | Nevada Commission on Tourism | Lauréat  |
| 2007  | Artiste du nouvel millénaire ; Pour sa contribution à la qualité de vie des résidents du Nevada à cause de son spectacle A New Da | Nevada Commission on Tourism | Lauréat  |

### Nevada Ballet Theatre Awards (États-Unis)
| Année | Travail nommé                                                         | Catégorie                    | Résultat |
| ----- | --------------------------------------------------------------------- | ---------------------------- | -------- |
| 2004  | Woman of the Year for Significant Contribution to the Performing Arts | Nevada Ballet Theatre Awards | Lauréat  |

## Dragon Awards
| Année | Travail nommé | Catégorie                                            | Résultat |
| ----- | ------------- | ---------------------------------------------------- | -------- |
| 2003  | Dragon Awards | Female Artist of the Year – International            | Lauréat  |
| 2004  | Dragon Awards | Pologne : Artiste féminine internationale de l’année | Lauréat  |

## Special Disc Awards
| Année | Travail nommé                                                      | Catégorie           | Résultat |
| ----- | ------------------------------------------------------------------ | ------------------- | -------- |
| 2002  | pour la vente de 15 millions d'albums et de singles au Royaume-Uni | Special Disc Awards | Lauréat  |
| 2008  | In Recognition of 1 Million Album Sales in Poland                  | Special Disc Awards | Lauréat  |

### Japan Gold Disc Awards (Japon)
| Année | Travail nommé                                                            | Catégorie                                                                    | Résultat |
| ----- | ------------------------------------------------------------------------ | ---------------------------------------------------------------------------- | -------- |
| 1996  | Japan Gold Disc Awards                                                   | International Music, Grand Prix Single Prize pour Pour que tu m'aimes encore | Lauréat  |
| 1998  | for Best international Pop Album of the Year - Let's Talk About Love     | Japan Gold Disc Awards                                                       | Lauréat  |
| 1998  | Artist of the Year - International Music                                 | Gold Disc Award                                                              | Lauréat  |
| 1999  | Artist of the Year (International music category) Japon                  | Japan Gold Disc Awards                                                       | Lauréat  |
| 1999  | Song of the Year (International music category) pour My Heart Will Go On | Japan Gold Disc Awards                                                       | Lauréat  |
| 1999  | Pop Album of the Year pour These Are Special Times - Japon               | Japan Gold Disc Awards                                                       | Lauréat  |
| 2000  | Pop Album of the Year pour All The Way… A Decade of Song                 | Japan Gold Disc Awards                                                       | Lauréat  |
| 2000  | Artist of the Year (International music category)                        | Japan Gold Disc Awards                                                       | Lauréat  |

## Officier de l'Ordre
| Année   | Travail nommé | Catégorie                              | Résultat |
| ------- | --- | -------------------------------------- | -------- |
| 1992    | Médaille de reconnaissance du Gouverneur Général lors du 125e anniversaire du Canada pour sa contribution à la culture canadienne | Prix du Gouverneur Général             | Lauréat  |
| 1996    | Chevalier de l'Ordre des arts et des lettres                                                                                      | l'Ordre des arts et des lettres        | Lauréat  |
| 1998    | Pour sa carrière | Officier de l'Ordre du Canada          | Lauréat  |
| 1998    | Officier de l'Ordre national du Québec - Japon                                                                                    | Officier de l'Ordre national du Québec | Lauréat  |
| 2008    | Légion d'honneur - France | Médaille de Chevalier de l'Ordre       | Lauréat  |
| 2008    | Pour toute sa carrière | Médaille de la Ville de Québec         | Lauréat  |
| 2008    | Médaille commémorative du 400e anniversaire de Québec                                                                             | Médaille commémorative                 | Lauréat  |
| Inconnu | Ordre de la Pléiade | Chevalier de l'ordre                   | Lauréat  |

## Annual Las Vegas Review Journal's
| Année | Travail nommé                                           | Catégorie                         | Résultat |
| ----- | ------------------------------------------------------- | --------------------------------- | -------- |
| 2004  | Chanteuse de l'année                                    | Annual Las Vegas Review Journal's | Lauréat  |
| 2003  | Meilleur spectacle de l'année 2003 pour A New Day       | Annual Las Vegas Review Journal's | Lauréat  |
| 2005  | Best Headliner in Las Vegas                             | Annual Las Vegas Review Journal's | Lauréat  |
| 2005  | Visitors' Choice Awards Favorite Headliner in Las Vegas | Annual Las Vegas Review Journal's | Lauréat  |
| 2006  | Visitors' Choice Awards Favorite Headliner in Las Vegas | Annual Las Vegas Review Journal's | Lauréat  |
| 2006  | Best of Las Vegas" Awards, Best Headliner in Las Vegas  | Annual Las Vegas Review Journal's | Lauréat  |
| 2007  | Best of Las Vegas" Awards, Best Show Choreography       | Annual Las Vegas Review Journal's | Lauréat  |
| 2007  | Best of Las Vegas" Awards, Best Singer                  | Annual Las Vegas Review Journal's | Lauréat  |
| 2007  | Best of Las Vegas" Awards, Best All-Around Performer    | Annual Las Vegas Review Journal's | Lauréat  |
| 2008  | Best of Las Vegas Awards, Best Singer                   | Annual Las Vegas Review Journal's | Lauréat  |
| 2012  | Meilleur spectacle de l'année 2012 pour Céline Dion     | Annual Las Vegas Review Journal's | Lauréat  |

### Les étoiles Chérie FM (France)
| Année | Travail nommé                                   | Catégorie                                   | Résultat |
| ----- | ----------------------------------------------- | ------------------------------------------- | -------- |
| 2005  | prix d'honneur                                  | prix d'honneur Les étoiles Chérie FM France | Lauréat  |
| 2007  | Award d'Honneur, pour l'ensemble de sa carrière | Les étoiles Chérie FM France                | Lauréat  |

## International Achievement in Arts Awards
| Année | Travail nommé                            | Catégorie                          | Résultat |
| ----- | ---------------------------------------- | ---------------------------------- | -------- |
| 1997  | International Achievement in Arts Awards | Distinguished Achievement in Music | Lauréat  |

## Yamaha Music Festival Awards
| Année | Travail nommé                | Catégorie                                             | Résultat |
| ----- | ---------------------------- | ----------------------------------------------------- | -------- |
| 1982  | Yamaha Music Festival Awards | Meilleure chanson "Tellement j'ai d'amour coulée toi" | Lauréat  |

## Yamaha Symphony Orchestra Awards
| Année | Travail nommé                    | Catégorie        | Résultat |
| ----- | -------------------------------- | ---------------- | -------- |
| 1982  | Yamaha Symphony Orchestra Awards | meilleur Artiste | Lauréat  |

### FM Select Diamond Award (Hong Kong)
| Année | Travail nommé                    | Catégorie               | Résultat |
| ----- | -------------------------------- | ----------------------- | -------- |
| 1997  | Meilleure artiste internationale | FM Select Diamond Award | Lauréat  |

## Annual Las Vegas Review Journal's
| Année | Travail nommé                                           | Catégorie                         | Résultat |
| ----- | ------------------------------------------------------- | --------------------------------- | -------- |
| 2003  | Meilleur spectacle de l'année 2003 pour A New Day       | Annual Las Vegas Review Journal's | Lauréat  |
| 2005  | Best Headliner in Las Vegas                             | Annual Las Vegas Review Journal's | Lauréat  |
| 2005  | Visitors' Choice Awards Favorite Headliner in Las Vegas | Annual Las Vegas Review Journal's | Lauréat  |
| 2006  | Visitors' Choice Awards Favorite Headliner in Las Vegas | Annual Las Vegas Review Journal's | Lauréat  |
| 2006  | Best of Las Vegas" Awards, Best Headliner in Las Vegas  | Annual Las Vegas Review Journal's | Lauréat  |
| 2007  | Best of Las Vegas" Awards, Best Show Choreography       | Annual Las Vegas Review Journal's | Lauréat  |
| 2007  | Best of Las Vegas" Awards, Best Singer                  | Annual Las Vegas Review Journal's | Lauréat  |
| 2007  | Best of Las Vegas" Awards, Best All-Around Performer    | Annual Las Vegas Review Journal's | Lauréat  |
| 2008  | Best of Las Vegas Awards, Best Singer                   | Annual Las Vegas Review Journal's | Lauréat  |
| 2012  | Meilleur spectacle de l'année 2012 pour Céline Dion     | Annual Las Vegas Review Journal's | Lauréat  |

### Prix Félix(Québec)
| Année | Travail nommé                                                                             | Catégorie  | Résultat               |
| ----- | ----------------------------------------------------------------------------------------- | ---------- | ---------------------- |
| 1982  | Révélation de l'année                                                                     | prix Félix | Nomination             |
| 1983  | Interprète féminine de l'année                                                            | prix Félix | Lauréat                |
| 1983  | Révélation de l'année                                                                     | prix Félix | Lauréat                |
| 1983  | Artiste s'étant le plus illustré hors Québec                                              | prix Félix | Nomination             |
| 1983  | Album de l'année/Populaire pour Tellement j'ai d'amour…                                   | prix Félix | Lauréat                |
| 1983  | Artiste québécois s'étant le plus illustré hors Québec                                    | prix Félix | Lauréat                |
| 1984  | Interprète féminine de l'année                                                            | prix Félix | Lauréat                |
| 1984  | Artiste s'étant le plus illustré hors Québec                                              | prix Félix | Nomination             |
| 1984  | Album pop Les Chemins de ma maison                                                        | prix Félix | Nomination             |
| 1984  | Album le plus vendu pour Les Chemins de ma maison                                         | prix Félix | Lauréat                |
| 1985  | Interprète féminine de l'année                                                            | prix Félix | Lauréat                |
| 1985  | Spectacle pop de l'année                                                                  | prix Félix | Nomination             |
| 1985  | Artiste s'étant le plus illustré hors Québec                                              | prix Félix | Nomination             |
| 1985  | Album de l'année / Pop pour Mélanie                                                       | prix Félix | Lauréat                |
| 1985  | Album le plus vendu pour Mélanie                                                          | prix Félix | Lauréat                |
| 1985  | 45 tours le plus vendu pour Une colombe                                                   | prix Félix | Lauréat                |
| 1985  | Chanson populaire de l'année pour Une colombe                                             | prix Félix | Lauréat                |
| 1987  | Interprète féminine de l'année                                                            | prix Félix | Nomination             |
| 1987  | Vidéoclip de l'année Fais ce que tu voudras                                               | prix Félix | Nomination             |
| 1988  | Interprète féminine de l'année                                                            | prix Félix | Lauréat                |
| 1988  | Spectacle pop                                                                             | prix Félix | Nomination             |
| 1988  | Chanson populaire de l'année pour Incognito                                               | prix Félix | Lauréat                |
| 1988  | Artiste québécois s'étant le plus illustré hors Québec                                    | prix Félix | Lauréat                |
| 1988  | Meilleure performance sur scène                                                           | prix Félix | Lauréat                |
| 1990  | Artiste québécois s'étant le plus illustré dans une autre langue que le français          | prix Félix | Lauréat                |
| 1990  | Artiste anglophone de l’année                                                             | prix Félix | refusé par Céline Dion |
| 1991  | Artiste québécois s'étant le plus illustré dans une autre langue que le français          | prix Félix | Lauréat                |
| 1991  | Artiste s'étant le plus illustré hors Québec                                              | prix Félix | Nomination             |
| 1992  | Album de l'année - Meilleur vendeur pour Dion chante Plamondon                            | prix Félix | Lauréat                |
| 1992  | Artiste s'étant le plus illustré hors Québec                                              | prix Félix | Nomination             |
| 1992  | Album pop-rock Dion chante Plamondon                                                      | prix Félix | Nomination             |
| 1992  | Artiste québécois s'étant le plus illustré dans une autre langue que le français          | prix Félix | Lauréat                |
| 1993  | Interprète féminine                                                                       | prix Félix | Nomination             |
| 1993  | Chanson populaire de l'année pour Quelqu'un que j'aime, quelqu'un qui m'aime              | prix Félix | Nomination             |
| 1993  | Artiste québécois s'étant le plus illustré dans une autre langue que le français          | prix Félix | Lauréat                |
| 1993  | Artiste québécois s'étant le plus illustré dans une autre langue que le français          | prix Félix | Lauréat                |
| 1993  | Artiste québécois s'étant le plus illustré hors Québec                                    | prix Félix | Lauréat                |
| 1994  | Interprète féminine                                                                       | prix Félix | Lauréat                |
| 1994  | Artiste s'étant le plus illustré(e) hors Québec                                           | prix Félix | Lauréat                |
| 1995  | Artiste s'étant illustré(e) dans une langue autre que le français                         | prix Félix | Lauréat                |
| 1995  | Album de l'année - Pop/Rock pour D'eux                                                    | prix Félix | Lauréat                |
| 1995  | Chanson populaire de l'année pour Pour que tu m'aimes encore                              | prix Félix | Lauréat                |
| 1995  | Interprète féminine                                                                       | prix Félix | Nomination             |
| 1995  | Album le plus vendu D'eux                                                                 | prix Félix | Nomination             |
| 1995  | Artiste s'étant le plus illustré(e) hors Québec                                           | prix Félix | Lauréat                |
| 1995  | Artiste s'étant illustré(e) dans une langue autre que le français                         | prix Félix | Nomination             |
| 1996  | Spectacle interprète                                                                      | prix Félix | Lauréat                |
| 1996  | Meilleure Performance                                                                     | prix Félix | Lauréat                |
| 1996  | Vidéoclip de l'année                                                                      | prix Félix | Nomination             |
| 1996  | Chanson de l'année Je sais pas                                                            | prix Félix | Nomination             |
| 1996  | Interprète féminine de l'année                                                            | prix Félix | Lauréat                |
| 1996  | Artiste québécois s'étant le plus illustré hors Québec                                    | prix Félix | Lauréat                |
| 1996  | Artiste québécois s'étant le plus illustré dans une autre langue que le français          | prix Félix | Lauréat                |
| 1996  | Album de l'année - Meilleur vendeur pour D'eux                                            | prix Félix | Lauréat                |
| 1997  | Album de l'année - Meilleur vendeur pour Live à Paris                                     | prix Félix | Lauréat                |
| 1997  | Album de l'année - Pop/Rock pour Live à Paris                                             | prix Félix | Lauréat                |
| 1997  | Artiste québécois s'étant le plus illustré hors Québec                                    | prix Félix | Lauréat                |
| 1997  | Vidéoclip de l'année Les derniers seront les premiers                                     | prix Félix | Lauréat                |
| 1997  | Artiste québécois s'étant le plus illustré dans une autre langue que le français          | prix Félix | Lauréat                |
| 1997  | Interprète féminine de l'année                                                            | prix Félix | Lauréat                |
| 1998  | Artiste québécois s'étant le plus illustré dans une autre langue que le français          | prix Félix | Nomination             |
| 1999  | Artiste québécois s'étant le plus illustré dans une autre langue que le français          | prix Félix | Lauréat                |
| 2001  | Interprète féminine                                                                       | prix Félix | Nomination             |
| 2001  | Artiste s'étant le plus illustré hors Québec                                              | prix Félix | Nomination             |
| 2001  | Spectacle interprète                                                                      | prix Félix | Nomination             |
| 2002  | Artiste québécois s'étant le plus illustré dans une autre langue que le français          | prix Félix | Lauréat                |
| 2003  | Artiste québécois s'étant le plus illustré dans une autre langue que le français          | prix Félix | Nomination             |
| 2004  | Interprète féminine de l'année                                                            | prix Félix | Nomination             |
| 2004  | Album le plus vendu 1 fille & 4 types                                                     | prix Félix | Nomination             |
| 2005  | Album de l’année - Anglophone Miracle                                                     | prix Félix | Nomination             |
| 2006  | Interprète féminine de l'année                                                            | prix Félix | Nomination             |
| 2006  | Chanson de l'année Je ne vous oublie pas                                                  | prix Félix | Nomination             |
| 2009  | Artiste s'étant le plus illustré hors Québec                                              | prix Félix | Nomination             |
| 2009  | DVD de l'année - Céline sur les Plaines                                                   | prix Félix | Lauréat                |
| 2008  | hommage de l’Association québécoise de l'industrie du disque, du spectacle et de la vidéo | prix Félix | Lauréat                |

### SOCAN(Canada)
| Année | Travail nommé                                           | Catégorie | Résultat |
| ----- | ------------------------------------------------------- | --------- | -------- |
| 2012  | Auteur de l'année                                       | SOCAN     | Lauréat  |
| 2006  | Chanson de l'année Tout Près du Bonheur avec Marc Dupré | SOCAN     | Lauréat  |

## Hall of Fame

### Canadian Broadcast Hall of Fame (Canada)
| Année | Travail nommé                                                                | Catégorie             | Résultat |
| ----- | ---------------------------------------------------------------------------- | --------------------- | -------- |
| 1999  | Pour sa contribution à la musique et le soutien humanitaire et communautaire | Canadian Hall of Fame | Lauréat  |

### Walk of Fame québec (Québec)
| Année | Travail nommé  | Catégorie           | Résultat |
| ----- | -------------- | ------------------- | -------- |
| 2002  | étoile Spécial | Walk of Fame québec | Lauréat  |

### Hollywood Walk of Fame (États-Unis)
| Année | Travail nommé                      | Catégorie              | Résultat |
| ----- | ---------------------------------- | ---------------------- | -------- |
| 2004  | Star on the Hollywood Walk of Fame | Hollywood Walk of Fame | Lauréat  |

### Walk of Fame in Kraków (Poland)
| Année | Travail nommé                      | Catégorie              | Résultat |
| ----- | ---------------------------------- | ---------------------- | -------- |
| 2008  | Star on the Walk of Fame in Kraków | Walk of Fame in Kraków | Lauréat  |